# 보우만막

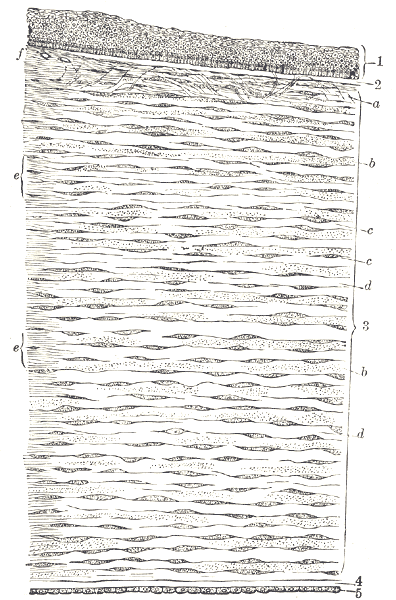
인간의 각막의 수직 단면.

보우만막(Bowman's membrane), 보우만층(Bowman's layer, anterior limiting lamina, anterior elastic lamina)은 부드러우며 세포 성분이 없으며 재생 능력이 없는 층으로, 표면 상피와 실질 사이에 위치하는 안구 각막 조직의 하나이다.
성인을 기준으로 보우만막의 두께는 8~12 μm이다. 나이가 듦에 따라 이 층은 더 두꺼워진다. 젖먹이짐승들 가운데 보우만막은 오직 영장류에서만 볼 수 있다.
보우만막의 기능은 명확히 밝혀진 것은 아니지만, 각막 생리학에서는 중요한 기능이 있지는 않은 것으로 본다. 그러나 최근에 이 층은 상피 밑의 신경총(subepithelial nerve plexus)을 보호하기 위한 물리적 장벽 역할을 하는 것으로 간주되며 상피의 신경 지배와 감각 회복을 재촉한다. 또, 각막 실질로의 직접적인 정신적 외상 접촉을 예방하는 장벽 역할도 하므로 형태학적 수준에서 실질의 상처 치료 및 그와 관련한 전면 각막 투명도의 회복을 상당 부분 수반한다.
보우만막의 일부는 라섹 수술(PRK)을 통해 제거된다. 이 층은 다시 재생되지 않기 때문에 수술로 인해 제거된 보우만막의 단면은 영원히 소실된다.

## 역사
보우만막은 이 막을 발견한 잉글랜드의 의사, 해부학자, 안과의의 한 명인 윌리엄 보우만(1816~1892년)의 이름을 따서 붙여졌다.

## 같이 보기
- 시력 교정 수술